# Abdelhamid Ababsa
Abdelhamid Ababsa (en árabe: عبد الحميد عبابسة‎‎;) (Barika, 15 de diciembre de 1918 — Argel, 15 de mayo de 1998), fue un músico, cantautor, poeta argelino, sobre todo célebre por su canción Hiziya.

## Biografía
Huérfano de madre, a sus diez meses, creció en Biskra donde asistió a la escuela primaria francesa; y, en Constantina donde, a sus nueve años, comenzó a trabajar como aprendiz tipógrafo de la revista Echihab del jeque Abdelhamid Ben Badis, donde su padre era periodista.
Al mismo tiempo, se destaca en el Tajwid y escucha cantar a Oum Kalthoum, Mohamed Abdelwahab, y a Farid El Atrache. En 1930, la familia se instala en Argel, sigue clases de árabe en la escuela  Chabiba , que pertenece al ulema. Entre los compañeros de clase de su madrassah, estaba Abderrahmane Aziz. Su maestro, el poeta Mohamed Laïd Al-Khalifa, le obsequia un nachid para poner música : Alaïki mini salain ya arda ajdadi (Hola, tierra de mis antepasados). Fuera de sus clases, trabaja como tipógrafo en la imprenta árabe (matbaâ al arabya). En 1931, su padre lanza en Argel la revista Al Mirçad, que fue prohibido y reemplazado rápidamente por Eṭabat (La Constancia).
Ababsa aprende música tocando el piano en una taberna que pertenece a un italiano al costado del Almirantazgo. Luego aprende laúd, órgano (el manfakh). Y, el secreto de la música, lo obtuvo como un autodidacta; y, sus primeros pasos en la canción nacionalista, los hizo poniéndole música, a un poema de su padre. También compuso la música de la canción patriótica Fidaou e! Djazair de su amigo Moufdi Zakaria. Nacido en el caldo de cultivo del nacionalismo y la poesía popular, alcanzó la plenitud en la interpretación de las canciones, la de qaçaids (poema popular), en 1936, en Tlemcen, en el lugar El Kheddam, cuando canta ante doce mil personas, el nachid  Fidaou el Djazair . Por eso, fue proscrito de la ciudad. Comienza a componer qacidates y canciones. En 1942, grabó con Pacific,  Talet aâlya , en 1944  Ya rahala , pero es  Hiziya  que conoce el mayor éxito, canción que interpreta por primera vez en 1938, en la radio de Argel, y graba el registro solo en 1947. Luego de esta hazaña, alentada por el público, levanta su propia troupe "Djawala Ababsa" (1937-1976) y compone él mismo los poemas de sus canciones.
En 1945, denuncia la masacre de Setif, Guelma y Kherrata del 8 de mayo de 1946; y canta la misma canción en un mitin en París; con la consecuencia de ser encerrado en la cárcel por dos años, junto con Cheikh El Hasnaoui. Durante la guerra de Independencia de Argelia, organiza en Francia, galas privadas para los emigrados de la comunidad; y, en vísperas de la independencia, se dedicó a las canciones patrióticas y nachid. Hasta 1984, hizo repertorios de los guiones de la película para televisión Hiziya, compuestos de 350 poemas. Y, residió en Argel.
Falleció en esa ciudad el 15 de mayo de 1998.
Su pequeña familia está imbuida de su arte, su esposa Fatma Zohra, sus hijas Naima y Fella, y su hijo Salah Eddine Mobarek son brillantes músicos e intérpretes.